# Pierre-François Rousselot

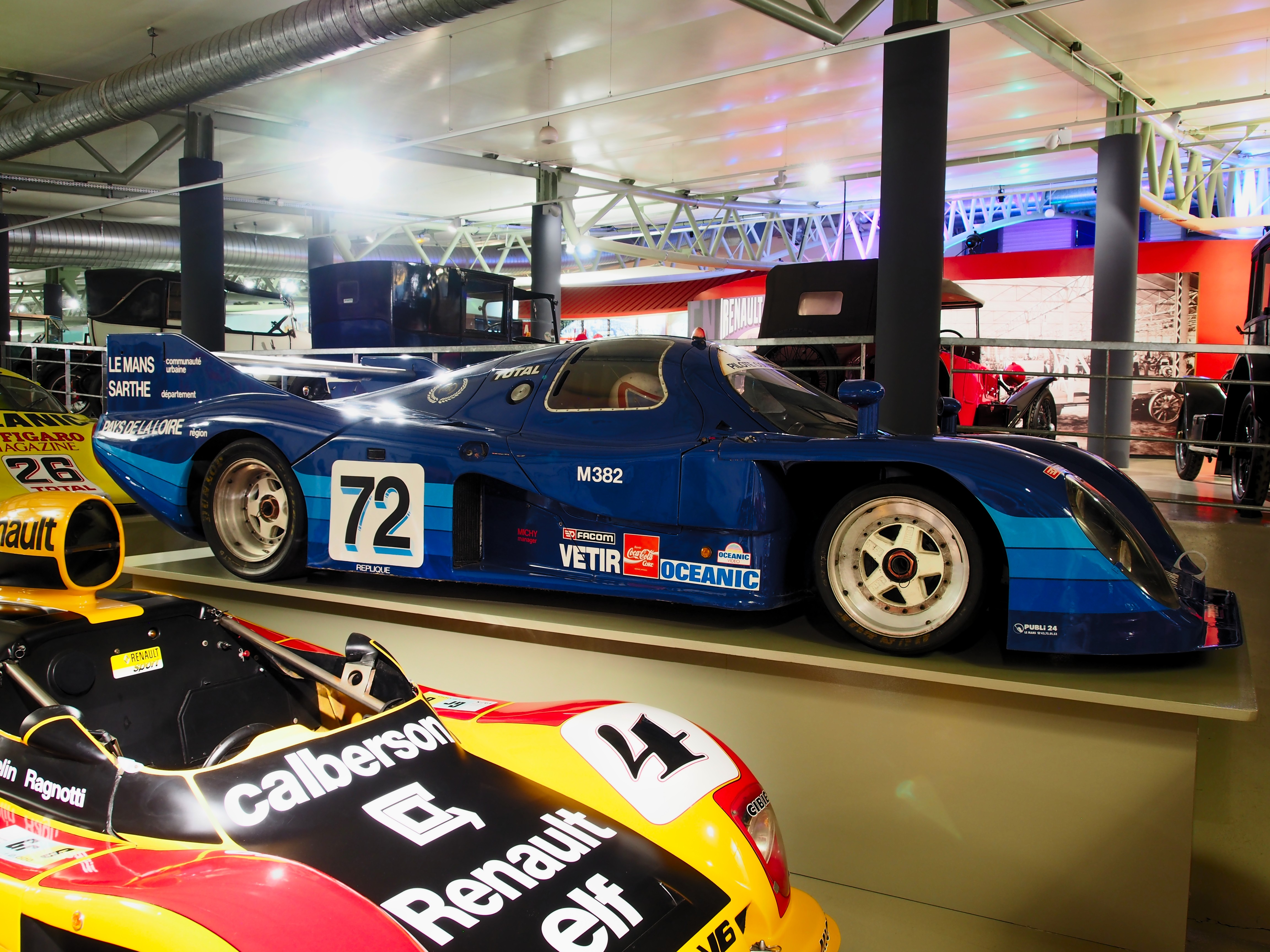
Auf einem Rondeau M382 bestritt Pierre-François Rousselot das 24-Stunden-Rennen von Le Mans 1984

Pierre-François Rousselot (* 8. Mai 1948 in Casablanca) ist ein ehemaliger französischer Autorennfahrer und Journalist.

## Journalist und Autor
Pierre-François Rousselot war viele Jahre als Journalist für die französische Automobil-Wochenzeitschrift AutoHebdo aktiv. Er machte zwischen den 1960er- und 1980er-Jahren eine Fülle an Autotests und verfasste die Berichte darüber. Seine Anwesenheit als Fahrer bei Rennveranstaltungen nutzte er auch journalistisch.
Gemeinsam mit Alain Prost verfasste er mehrere Publikationen über die Technik des Autorennfahrens.

## Karriere als Rennfahrer

### Monoposto
Die Fahrerkarriere von Rousselot begann 1970 in der Formel France, der Vorgängerserie der Formel Renault. Die Meisterschaft, deren Gesamtwertung François Laccarrau gewann, beendete er als Achter. 1971 wechselte er in die Formel 3 und fuhr in der italienischen, französischen und britischen Meisterschaft. 1971 wurde er hinter Patrick Depailler und Jean-Pierre Jabouille Gesamtdritter in der französischen Meisterschaft, sein bester Endrang in einer Formel-3-Meisterschaft.

### Sportwagenrennen
Erste Sportwagenrennen bestritt Rousselot ab 1971 parallel zu seinen Einsätzen im Monoposto. Ab 1974 bis zum Ende seiner Fahrerkarriere zum Ablauf der Saison 1989 ging er nur noch bei Sportwagenrennen an den Start. Sein erstes Rennen war das 1000-km-Rennen von Paris 1971, wo er als Partner von Mike Coombe auf einem Lola T70 Mk.3B GT Gesamtzwölfter wurde. 1977 startete er erstmals beim 24-Stunden-Rennen von Le Mans. Erst 1988, bei der achten seiner insgesamt neun Teilnahmen, erreichte er mit Rang 21 eine Platzierung im Schlussklassement. Das Rennen 1989 war der letzte Rennstart seiner Karriere. Gemeinsam mit Jean Messaoudi und Thierry Lecerf fuhr er einen Argo JM19C an die 18. Stelle der Gesamtwertung.

## Statistik

### Le-Mans-Ergebnisse
| Jahr | Team                       | Fahrzeug     | Teamkollege       | Teamkollege        | Platzierung     | Ausfallgrund                   |
| ---- | -------------------------- | ------------ | ----------------- | ------------------ | --------------- | ------------------------------ |
| 1977 | Jean-Marie Lemerle         | Lola T294    | Alain Levié       | Jean-Marie Lemerle | Ausfall         | Kraftübertragung               |
| 1978 | Jean-Marie Lemerle         | Lola T294    | Alain Levié       | Jean-Marie Lemerle | Ausfall         | Chassis gebrochen              |
| 1979 | Racing Organisation Course | Chevron B36  | Michel Dubois     | Marc Menant        | nicht klassiert |                                |
| 1980 | BMW Zol-Auto               | BMW M1       | François Sérvanin | Laurent Ferrier    | Ausfall         | Motorschaden                   |
| 1981 | BMW Zol'Auto               | BMW M1       | François Sérvanin | Laurent Ferrier    | Ausfall         | Kupplungs- und Getriebeschaden |
| 1984 | Primagaz                   | Rondeau M382 | Bernard de Dryver | Pierre Yver        | Ausfall         | Elektrik                       |
| 1985 | Primagaz                   | Rondeau M382 | François Sérvanin | Pierre Yver        | Ausfall         | Motorschaden                   |
| 1988 | MT Sport Racing            | Argo JM19C   | Jean Messaoudi    | Jean-Luc Roy       | Rang 21         |                                |
| 1989 | France Prototeam           | Argo JM19C   | Jean Messaoudi    | Thierry Lecerf     | Rang 18         |                                |